# 적대적 기계 학습
적대적 기계 학습(Adversarial machine learning)은 기계 학습 알고리즘에 대한 공격과 그러한 공격에 대한 방어에 대한 연구이다. 2020년 5월의 설문조사에 따르면 실무자들은 산업용 애플리케이션에서 기계 학습 시스템을 더 잘 보호해야 할 필요성이 절실하다고 보고했다.
대부분의 기계 학습 기술은 교육 및 테스트 데이터가 동일한 통계 분포(IID)에서 생성된다는 가정 하에 특정 문제 세트에서 작동하도록 대부분 설계되었다. 그러나 이 가정은 사용자가 통계적 가정을 위반하는 조작된 데이터를 의도적으로 제공할 수 있는 실제 고부담 애플리케이션에서 위험할 정도로 위반되는 경우가 많다.
적대적 기계 학습에서 가장 일반적인 공격에는 회피 공격, 데이터 중독 공격, 비잔틴 공격 및 모델 추출이 포함된다.

## 같이 보기
- 패턴 인식
- 생성적 적대 신경망